# Herman Leus
Herman Leus (Hengelo, 18 december 1917 – Woeste Hoeve, 8 maart 1945) was een Nederlandse verzetsstrijder tijdens de Tweede Wereldoorlog. Hij werkte in de functie van radiotelegrafist/codist voor het Bureau Inlichtingen (BI). Hij werd gearresteerd op 17 december 1944 en op 8 maart 1945 bij de "Woeste Hoeve" in Apeldoorn gefusilleerd.

## In Engeland
In Londen werd Herman Leus opgeleid tot agent bij het BI. Het BI werkte nauw samen met de Engelse Secret Intelligence Service (SIS). Na zijn opleiding tot radiotelegrafist/codist was hij gereed om boven bezet Nederland te worden geparachuteerd.

## Opdracht
Herman Leus maakte deel uit van de Zendgroep BI-Radiodienst. Hij had de opdracht om als radiotelegrafist het radiocontact te verzorgen tussen de Raad van Verzet (RVV) en het BI en de Nederlandse regering in Londen. 

## Terug naar Nederland
Herman Leus werd samen met Jan Faber (1917-2001) in de vroege morgen van 11 april 1944 in de omgeving van Rijsbergen geparachuteerd. Hij was bestemd voor de Zendgroep BI-Radiodienst.

## Plaats van tewerkstelling
Het eerste aanloopadres dat de agenten na hun landing bezochten was bij de "Spartanen" in Princenhage. Het aanloopadres was de rijwiel- en motorfietsenhandel van Gebroeders (Henk, Rinus en Wim) van Nunen. Het bedrijf was herkenbaar aan een uithangbord dat aan de voorpui hing. Het was een reclamebord van het merk "Sparta". Zowel de schuilnaam van de contactpersoon als het wachtwoord om bij de familie binnen te kunnen komen was; de "Spartanen". Na zijn landing werd hij in Princenhage door de agenten Josephus Adriaansen en Jacobus Eugène van Loon in Princenhage bij de "Spartanen" opgevangen. Jan Faber stelde hem zijn eigen radioset ter beschikking en Sjef Adriaansen en Jacques van Loon hielpen hem aan zendkristallen. Met de hulp van Adriaansen en Van Loon richtte Herman Leus in Bergen op Zoom zijn eerste seinpost in. Andreas Wilhelmus Maria Ausems  legde voor hem het contact met de RVV. Tijdens de radiocontacten met het BI maakte hij gebruik van de codenaam; Gerard, Jacob en Weerink. Tijdens zijn contacten in "het veld" gebruikte hij de schuilnaam; Jan Willem Wiemers.
Na de bevrijding van Noord-Brabant verplaatste Leus zijn seinpost boven de grote rivieren. In de gemeente Langbroek ten noorden van de Utrecht (stad) ging hij aan het werk. Om het radiocontact tussen de RVV en het BI in Londen te verzorgen verplaatste hij zijn werkterrein naar Ermelo. In Ermelo richtte Leus met de hulp van een boswachter een seinpost in. De seinpost was gelegen in een bunker in de omgeving van een uitkijktoren. 
Medio december 1944 viel Herman Leus samen met zijn marconist Corneille du Corbier in handen van de Duitsers. De Sicherheitsdienst (SD) had als gevolg van verraad door de verzetsleider Berend Dijkman zijn onderduikadres in het vizier gekregen. Leus ondernam nog een ontsnappingspoging, maar werd daarbij in het been geraakt. Hij werd door de SD gearresteerd en verhoord. Op 8 maart 1945 werd Herman Leus samen met 116 verzetsstrijders bij de herberg Woeste Hoeve aan de Arnhemseweg bij Beekbergen (gemeente Apeldoorn) gefusilleerd in de represaillegolf na de aanslag op Hanns Rauter die daar had plaatsgevonden. Het was een represaille voor een overval die door de illegaliteit twee dagen eerder op die plaats was uitgevoerd. Bij deze overval was de Höhere SS- und Polizeiführer Hanns Albin Rauter zwaargewond geraakt.

## Eerbetoon
Op de plaats van de terechtstelling, bij de “Woeste Hoeve”, is ter nagedachtenis aan de slachtoffers van de terechtstelling een monument opgericht.

## Onderscheidingen
- De Bronzen Leeuw, KB nr.11 van 30 november 1948 (postuum).